# HR 753
HR 753 is een drievoudige ster met een spectraalklasse van K3.V en M3.5V en M.V. De ster bevindt zich 23,57 lichtjaar van de zon.